# Église évangélique réformée du canton de Vaud
Ne pas confondre avec l'Église évangélique vaudoise, église protestante italienne.
L'Église évangélique réformée du canton de Vaud (EERV) est une Église protestante de tradition réformée (calviniste) du canton de Vaud, en Suisse romande. Membre de l'Église évangélique réformée de Suisse, l'EERV est reconnue comme Institution de droit public.
L’Église réformée vaudoise exerce ainsi sa mission au service de toutes et tous, conformément aux articles 170, alinéa 2 de la Constitution vaudoise, et de la loi sur les relations entre l’Etat de Vaud et les Églises reconnues de droit public (art.7 LREEDP), loi du 9 janvier 2007.
L’État assure à l'EERV les moyens nécessaires à l’accomplissement de sa mission au service de tous dans le canton de Vaud dans les domaines suivants :
- Vie communautaire et cultuelle
- Santé et solidarités
- Communication et dialogue
- Formation et accompagnement
- Participation au dialogue interreligieux

## Historique
En 1536, après les guerres de Bourgogne, le Pays de Vaud est assujetti par le canton de Berne, passé à la Réforme en 1528. « Leurs Excellences » de Berne convoquent alors catholiques et protestants à une dispute théologique à la cathédrale Notre-Dame de Lausanne. Y prennent part les réformateurs Jean Calvin, Pierre Viret et Guillaume Farel. À la suite de ces débats, la Réformation est imposée dans tout le Pays de Vaud par les tuteurs bernois qui se portent garants de la formation des pasteurs.
Après le départ des Bernois à la suite des invasions françaises de la Suisse en 1798 puis son entrée en tant que tel dans la Confédération le 14 avril 1803, le canton conserve son église réformée, tout en laissant la place au développement des communautés catholiques.
En 1847, l'Église libre se distancie de l'État, alors que l'Église nationale y reste attachée. La première, dont l'engagement de laïcs fortifie la dynamique, va, par effet de balancier, favorablement influencer sa branche mère avant de refusionner avec cette dernière en 1966. De cette fusion entre Église nationale et Église libre naquit l'Église évangélique réformée du canton de Vaud.
De 1949 à 1953 a lieu le chantier de la maison de Crêt-Bérard, où s'impliquent des milliers de jeunes paroissiens et qui sert dès lors de lieu d'accueil et de rencontres.

## Organisation territoriale
Le territoire vaudois est divisé en 11 Régions, elles-mêmes partagées en plusieurs paroisses. Chaque paroisse est dotée d'un conseil paroissial (exécutif) ainsi que d'une assemblée (législative). La Région est encadrée par un conseil régional (exécutif), qui travaille de concert avec différents conseils spécialisés (ministres, catéchèse, etc.) ainsi qu'une assemblée régionale (législative). 
Quelques lieux de cultes, notamment dans le district du Gros-de-Vaud sont, généralement pour des raisons historiques, utilisés conjointement avec les communautés catholiques. C'est, par exemple, le cas de l'église paritaire Saint-Germain d'Assens.

## Organisation administrative
Au niveau cantonal, l'EERV est régie par un Conseil synodal (exécutif) et un Synode (assemblée législative). Elle dispose d'un secrétariat général. Les autorités disposent de 4 offices : Ressources humaines, Chancellerie et finances, Information et communication et Église et société. Les activités cantonales sont organisées en 4 services : Formation et accompagnement, Santé et solidarité, Vie communautaire et cultuelle et Terre Nouvelle.

## Abus sexuels
Le 10 juillet 2024, l'agence de presse Protestinfo relate que deux femmes accusent d'abus sexuels un pasteur, célèbre professeur de théologie de l'Université de Lausanne. L'une se plaint que ce professeur ait profité de son statut pour obtenir d'elle des relations sexuelles en échange de notes revues à la hausse. L’Église évangélique réformée du canton de Vaud aurait passé en 2001 un accord secret avec l’État de Vaud afin d'étouffer l'affaire,. Dans une interview accordée au journal Le Temps, Claude Ruey, conseiller d’État des institutions et des relations extérieures de 1998 à 2002, explique que l’État avait effacé cette dette sur demande de l’Église protestante vaudoise, pour des raisons humanitaires.   